# Золотистоплечий тамарин
Золотистоплечий тамарин (лат. Saguinus tripartitus) — вид игрунковых обезьян из рода тамаринов (Saguinus).

## Классификация
Классификация этого вида дискуссионна. В ходе полевых исследований в Южной Америке учёные сравнивали особенности питания и поведения золотистоплечего и буроголового (Saguinus fuscicollis) тамаринов и пришли к выводу, что эти виды очень похожи. Эта схожесть и недостаток свидетельств симпатрии с буроголовым тамарином или черноспинным тамарином (Saguinus nigricollis) позволяют рассматривать золотистоплечего тамарина в качестве подвида буроголового тамарина. С другой стороны, некоторые подвиды буроголового тамарина могут рассматриваться в качестве отдельных видов.

## Описание
Длина взрослого животного от 218 до 240 мм, длина хвоста от 316 до 341 мм. Уши длиной около 30 мм. Голова чёрная, мордочка белая, шея и грудь золотистые или кремовые, низ туловища оранжево-серый. Длинный хвост используется для цепляния за ветки, глаза смотрят вперёд. Клыки большие.

## Распространение
Встречается к востоку от Анд в Эквадоре и на северо-востоке Перу.

## Образ жизни
Дневное животное, проводящее большую часть жизни на деревьях. Передвигается на четырёх конечностях, хорошо прыгает. Ищет пропитание чаще всего на высоте от 4 до 10 метров над уровнем земли, в рационе в основном фрукты, нектар и насекомые. Также питается древесными соками.

## Размножение
Образует небольшие группы, обычно от четырёх до девяти животных. В помёте обычно двое детёнышей, причём в сезон размножения только одна самка в группе приносит потомство.
Беременность длится около 140 дней. За потомством следят не только мать и отец, но и другие члены группы, включая самцов. Детёныш питается молоком матери до трёхмесячного возраста. Половая зрелость наступает в возрасте 12—21 месяца.

## Статус популяции
В 2008 году Международный союз охраны природы присвоил этому виду охранный статус «близок к уязвимому» (англ. Near threatened), поскольку несмотря на большую популяцию, скорость депопуляции оценивается в 25 % за три поколения (18 лет). Главная угроза виду — уничтожение привычной среды обитания.